# Comuna Melnîțea, Kovel
Melnîțea (în ucraineană Мельниця) este o comună în raionul Kovel, regiunea Volînia, Ucraina, formată din satele Krîvlîn, Melnîțea (reședința), Mîrîn și Rudka-Mîrînska.

## Demografie
Componența lingvistică a satului Melnîțea
     Ucraineană (99,1%)
     Alte limbi (0,8%)
Conform recensământului din 2001, majoritatea populației satului Melnîțea era vorbitoare de ucraineană (99,1%), existând în minoritate și vorbitori de alte limbi.